# Eidos Montréal
 (avril 2025).
Si vous disposez d'ouvrages ou d'articles de référence ou si vous connaissez des sites web de qualité traitant du thème abordé ici, merci de compléter l'article en donnant les références utiles à sa vérifiabilité et en les liant à la section « Notes et références ».
Eidos Montréal est un studio canadien de développement de jeux vidéo fondé par Eidos Interactive en 2007 et basé à Montréal. L'entreprise est une filiale de Embracer Group, et est dirigée depuis juin 2013 par David Anfossi, ancien producteur exécutif sur Deus Ex: Human Revolution.

## Historique
Eidos Montréal annonce l'année de sa création son premier projet, le troisième opus de la série Deus Ex, titré Deus Ex: Human Revolution, le jeu est publié en 2011. En 2009, le studio dévoile son deuxième projet, le quatrième opus de la série Dark Project: Thief .
Le studio développe le mode multijoueur de Tomb Raider, sorti en 2013. La même année sort Deus Ex: The Fall, épisode qui reprend la suite du roman placé dans l'univers de la série : Icarus Effect. 
En mars 2014, alors que Thief  reçoit un accueil très mitigé de la part de la presse spécialisée, le studio annonce se séparer de 27 employés sur les 470 qu'il compte à cette date. 
En 2015, le studio participe au développement de Rise of the Tomb Raider avec Crystal Dynamics.  
En mai 2018, le studio emploie environ 500 employés.
Eidos Montréal a également travaillé en collaboration avec Crystal Dynamics sur Marvel's Avengers sorti en 2020.
Le studio développe également Marvel's Guardians of the Galaxy, sorti le 26 octobre 2021. « Malgré d'excellentes critiques, les ventes du jeu au lancement ont été inférieures [aux] attentes initiales », selon Square Enix,.
Le 2 mai 2022, Embracer Group annonce avoir trouvé un accord avec Square Enix dans l'acquisition des studios Eidos Montréal, Crystal Dynamics et Square Enix Montréal pour 300 millions de dollars. Environ 1 100 employés sont concernés. Cet accord comprend le rachat des droits de plus de 50 jeux et licences issus du catalogue occidental de Square Enix, dont Deus Ex, Thief ou Tomb Raider,.
En janvier 2024, Embracer Group annule le jeu Deus Ex sur lequel travaillait Eidos Montréal depuis 2 ans. Cette décision contraint le studio à licencier 97 employés,.
Le 31 mars 2025, Eidos Montréal annonce licencier jusqu'à 75 employés, « étant donné que l'un de [ses] mandats touche à sa fin ». Le studio continue tout de même de soutenir Playground Games dans le développement du jeu Fable, prévu pour 2026,,.

## Jeux développés
| Titres                           | Année | Plates-formes                                                                 |
| -------------------------------- | ----- | ----------------------------------------------------------------------------- |
| Deus Ex: Human Revolution        | 2011  | Mac OS, PlayStation 3, Xbox 360, Wii U, Windows                               |
| Deus Ex: The Fall                | 2013  | Android, iOS                                                                  |
| Thief                            | 2014  | PlayStation 3, PlayStation 4, Xbox 360, Xbox One, Windows                     |
| Deus Ex: Mankind Divided         | 2016  | PlayStation 4, Xbox One, Windows                                              |
| Shadow of the Tomb Raider,       | 2018  | PlayStation 4, Xbox One, Windows                                              |
| Marvel's Guardians of the Galaxy | 2021  | Nintendo Switch, PlayStation 4, PlayStation 5, Xbox One, Xbox Series, Windows |

## Collaborations
| Titre                   | Année | Plates-formes                                                            |                       |
| ----------------------- | ----- | ------------------------------------------------------------------------ | --------------------- |
| Tomb Raider             | 2013  | Linux, Mac OS, PlayStation 3, PlayStation 4, Xbox 360, Xbox One, Windows | Mode multijoueur      |
| Rise of the Tomb Raider | 2015  | Linux, Mac OS, PlayStation 4, Stadia, Xbox 360, Xbox One, Windows        |                       |
| Marvel's Avengers       | 2020  | PlayStation 4, PlayStation 5, Stadia, Xbox One, Xbox Series, Windows     |                       |
| Fable                   | TBA   | Xbox Series, Windows                                                     | avec Playground Games |